# Crkva sv. Jurja u Sućurju
Crkva sv. Jurja je rimokatolička crkva u Sućurju na Hvaru.

## Opis
Crkva sv. Jurja u Sućurju lijep je primjer historicističke arhitekture, dosljedno građena u neoromaničkom slogu, te ukazuje na povijesni trenutak u kojem nastaje, kada se reminiscencije na prošlost povezuju s nacionalnim osjećajima. Prezentirani arheološki ostaci stare crkve iz 13. st., kao i memorijalne ploče ugrađene u crkveni zid koje evociraju borbe s turskim osvajačima pod vodstvom svećenstva, čine ovaj spomenik jedinstvenim kulturnim dobrom.

## Zaštita
Pod oznakom Z-6445 zavedena je kao nepokretno kulturno dobro - pojedinačno, pravna statusa zaštićena kulturnog dobra, klasificirano kao "sakralna graditeljska baština".

## Vanjske poveznice
|  | Zajednički poslužitelj ima još gradiva o temi Crkva sv. Jurja u Sućurju |